# Acquascivolo

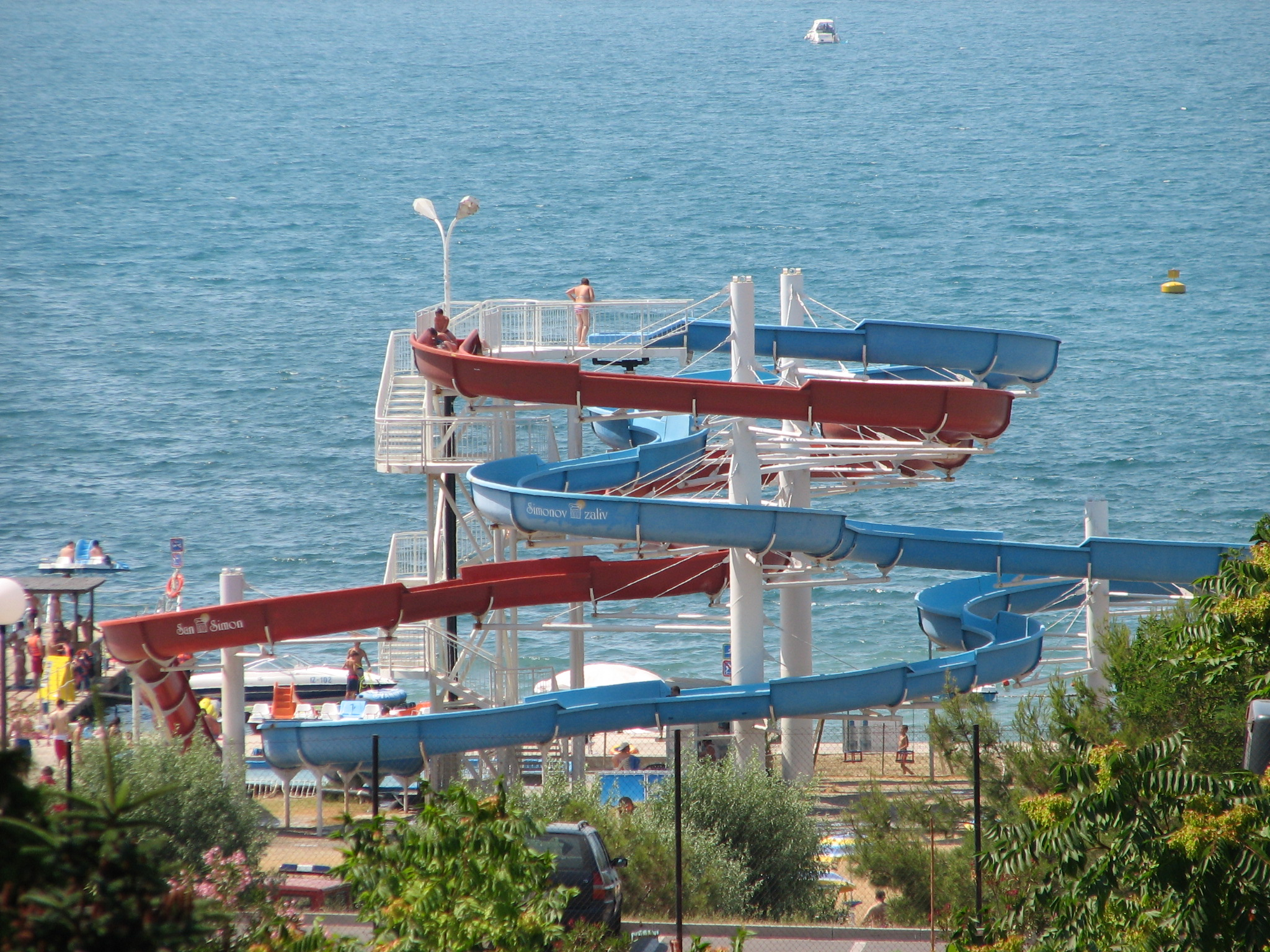
Classico esempio e semplicissima tipologia di scivolo acquatico

Uno scivolo d'acqua  (o anche acquascivolo) è uno scivolo che termina principalmente in una piscina o in un parco acquatico.

## Descrizione
Generalmente si presenta come un tubo in vetroresina il cui diametro può essere di varie dimensioni ma il più comune è 80 cm. Il percorso può essere poco scosceso, ricco di curve o spirali a 360 gradi, ma anche molto ripido, arrivando a raggiungere i 70 gradi d'inclinazione. Viene normalmente impiegato nei parchi acquatici, ma da qualche anno se ne vedono anche sulle navi da crociera. Nei paesi nordici è presente anche in molte strutture al chiuso.

## Storia
Inventato ufficialmente in California nel 1971 (secondo la World Waterpark Association), quando, scavando una laguna artificiale di 5 acr, si riutilizzò poi il terreno di risulta per realizzare una rampa inclinata su cui scivolare per approdare in piscina.
S'intuisce in seguito l'enorme potenziale di svago ed evoluzioni che offre l'acqua se fatta scorrere in opportuni "canali": uno dei primi acquascivoli in fibra di vetro che appare al pubblico è quello aperto nel 1976 al Disney World's River Country (parco oggi smantellato). L'anno successivo, il 1977, sorge ad Orlando il primo parco acquatico del mondo: Wet n'Wild.
Si diffonde in tutto il mondo a partire dagli anni ottanta e dal 1979 in poi si contano molti brevetti statunitensi che hanno come nome "water slide" (tra i primi il "United States Patent 4278247") che verranno poi sviluppati ed evoluti fino ad oggi.

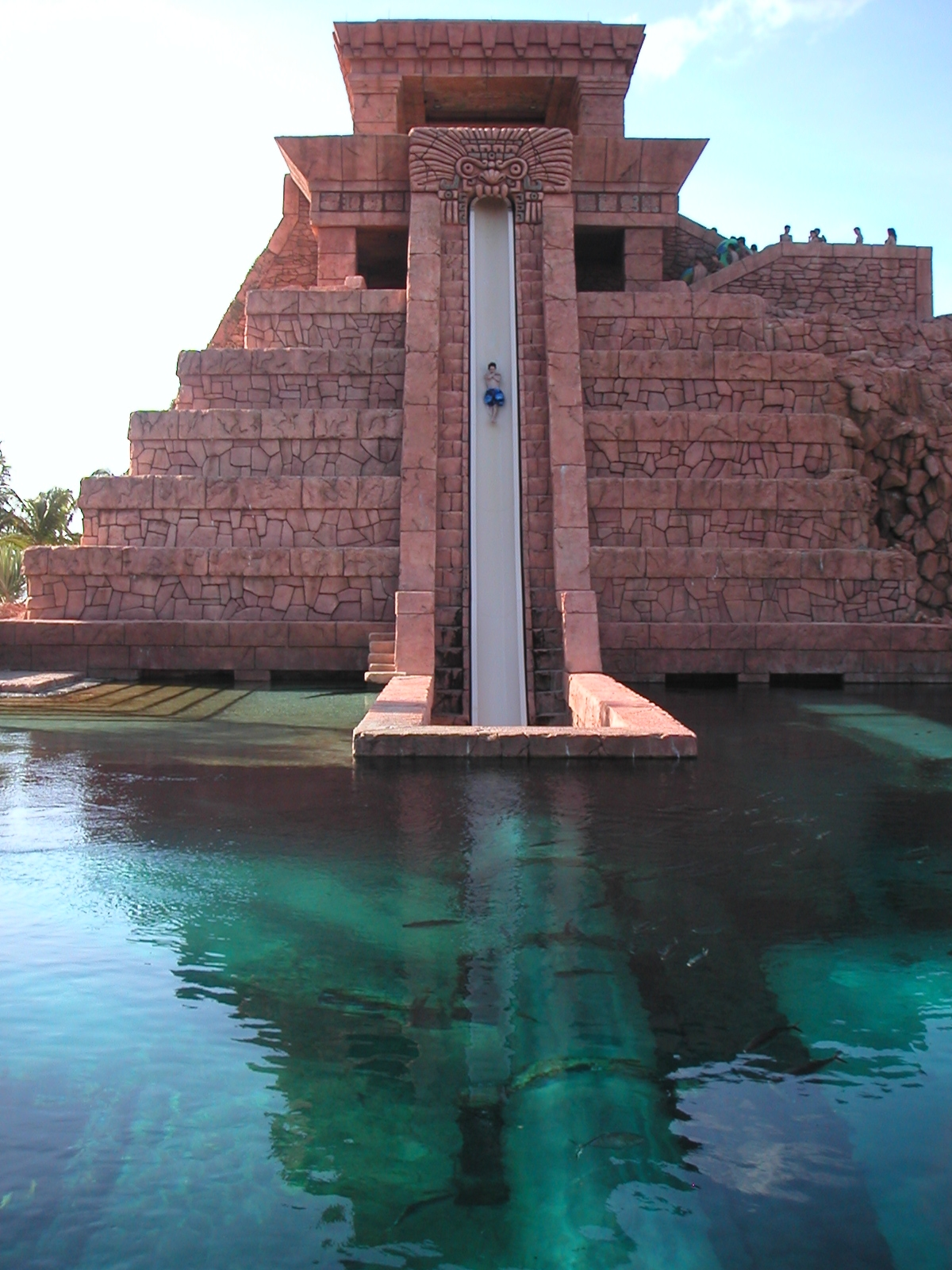
Esempio di scivolo d'acqua tematizzato

A differenza di altri settori del divertimento dove la tecnologia in evoluzione ha permesso in tempi recenti di realizzare cose impensabili fino a trenta anni fa, come ad esempio l'evoluzione delle montagne russe, gli scivoli d'acqua si sono così evoluti molto poco; da qualche anno a questa parte quindi, si è cercato di differenziare e caratterizzare questi scivoli contornandoli di imponenti tematizzazioni.